# El tiempo entre costuras (serie de televisión)
El tiempo entre costuras es una serie dramática española de televisión producida por Boomerang TV para el canal Antena 3. Se trata de una adaptación de la novela homónima de María Dueñas.

## Argumento
La historia comienza en el año 1934. Sira Quiroga (Adriana Ugarte) es una joven modista de un barrio castizo de Madrid que ha trabajado toda su vida con su madre, Dolores (Elvira Minguez), en el taller de alta costura de Doña Manuela (Elena Irureta). Sira abandona Madrid meses antes del golpe de Estado de 1936 para irse con un hombre al que apenas conoce, Ramiro Arribas (Rubén Cortada), pero del que se ha enamorado con locura, y por el cual abandona a su novio, Ignacio (Raúl Arévalo), y deja sola a su madre. Juntos viajan a Marruecos y se instalan en Tánger. Al principio de su estancia en la ciudad todo marcha de maravilla, pero todo cambia cuando Ramiro comienza a distanciarse de ella y a despilfarrar el dinero que Gonzalo (Carlos Olalla), el padre de Sira, dio a su hija cuando la conoció, poco antes de que esta se marchase de España, ya que Sira desconocía a su padre porque su madre la crio ella sola. La vida de Sira da un giro inesperado por culpa de Ramiro y se ve obligada a trasladarse a Tetuán (por aquel entonces capital del Protectorado español de Marruecos) sola, embarazada y con una serie de deudas que más tarde le pasarán factura. Allí, la política del protectorado y las deudas que tiene pendiente le impedirán volver a España y se verá retenida en la vecindad de Candelaria "La matutera" (Mari Carmen Sánchez), quien pronto descubrirá su mano en la costura y la ayudará a montar un selecto taller de alta costura, costeado de forma turbia e ilegal. Gracias a dicho taller, Sira conocerá a personas tan relevantes como Juan Luis Beigbeder (Tristán Ulloa), ministro de Asuntos Exteriores durante la primera etapa del franquismo, la amante de este, Rosalinda Fox (Hannah New), con la que Sira entablará una relación de amistad, Ramón Serrano Suñer, cuñado de Franco, o el jefe de la inteligencia británica en España durante la Segunda Guerra Mundial, Alan Hillgarth (Ben Temple). Tales personalidades empujarán a Sira hacia un inesperado compromiso en el que las artes de su oficio ocultarán algo mucho más arriesgado y se verá envuelta en una situación al borde de la ilegalidad.

## Ambientación
El tiempo entre costuras transcurre a principios del siglo XX. La historia comienza en España, durante la Segunda República Española. En 1936 la sublevación militar provoca la Guerra Civil Española,  justo después de la marcha de Sira a Marruecos, donde vivió (en la ficción) el transcurso de la guerra hasta su fin en el año 1939, poco antes del comienzo de la II Guerra Mundial con el nazismo en Alemania, de la mano de Hitler, y del fascismo en Italia, de la mano de Mussolini, como percusores, la cual duraría hasta el 1945. Tras la guerra en España, la situación era pésima y la sociedad española vivía en la penuria económica y con muchas necesidades. Durante la posguerra, en España también se hizo notar la presencia de la II Guerra Mundial, pues la Alemania nazi ocupó un lugar importante en el Madrid de la época, ya que Franco, declarado desde el fin de la guerra dictador de España, mantenía una relación de amistad con Alemania. Aunque la historia narra principalmente la historia de Sira, el trasfondo de la misma cuenta lo ocurrido durante todos estos años, pues esta situación marcará, de una forma u otra, el destino de Sira. Grandes personajes que marcaron la historia en aquella época forman parte de El tiempo entre costuras, como Juan Luis Beigbeder, Ramón Serrano Suñer, Rosalinda Fox o Alan Hillgarth.

## Presupuesto
El presupuesto de El tiempo entre costuras supera el medio millón de euros por capítulo, muy superior al costo de cualquier serie española de televisión, al nivel de los presupuestos de producciones cinematográficas. La productora lo justifica por el gran trabajo que requieren los escenarios y el vestuario de la novela.

## Escenarios

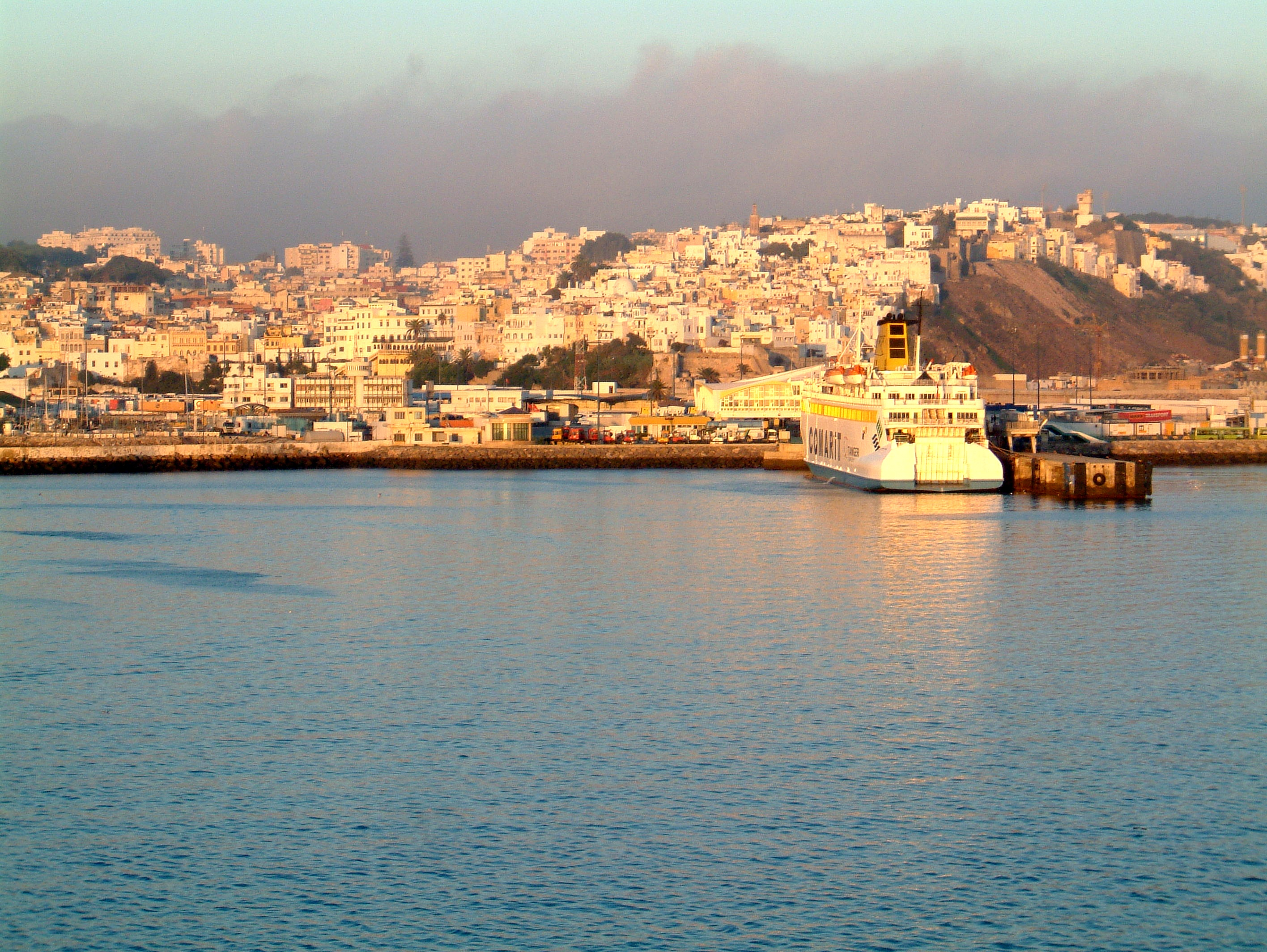
Parte de la serie se ha rodado en la ciudad marroquí de Tánger.

La serie se ha rodado en varias ciudades y localizaciones repartidas en tres países distintos: España, Marruecos y Portugal. La novela original de María Dueñas transcurre en las ciudades de Madrid, Tánger, Tetuán y Lisboa. Estos mismos escenarios fueron los elegidos para grabar también la mayoría de escenas en la serie, pues una producción de tal relevancia como El tiempo entre costuras necesitaba asemejarse lo máximo posible a la historia, por lo que no se llevó a cabo el rodaje de la serie en ningún plató. Además de Madrid, Tánger, Tetuán y Lisboa, también se rodó en las ciudades de Guadalajara, Toledo, Estoril y Cascaes, siendo estas dos últimas de Portugal, muy cercanas a Lisboa. El hecho de grabar en tantos sitios diferentes situados en distintas zonas geográficas y diferentes países supuso un problema a la hora de trasladar todo el equipo de la serie, pues no era fácil viajar con todo el material necesario para la grabación de un lugar a otro. Pero, a pesar de ello, el equipo de la serie no renunció a grabar en tales lugares, pues querían que la serie se asemejara lo máximo posible a la historia original de la novela y a la época en la que transcurre la misma.

## Reparto

### Principales
- Adriana Ugarte como Sira Quiroga Martín / Sira Alvarado Quiroga / Arish Agoriuq.
- Peter Vives como Marcus Logan.
- Hannah New como Rosalinda Powell Fox.
- Tristán Ulloa como Juan Luis Beigbeder.
- Elvira Mínguez como Dolores Quiroga.
- Filipe Duarte como Manuel Da Silva.

### Secundarios
- Rubén Cortada como Ramiro Arribas.
- Raúl Arévalo como Ignacio Montes.
- Mari Carmen Sánchez como Candelaria Ballesteros "La Matutera".
- Alba Flores como Jamila.
- Carlos Santos como Félix Aranda.
- Francesc Garrido como Claudio Vázquez.
- João Lagarto como João.
- Elena Irureta como Doña Manuela Godina.
- Pepa Rus como Paquita.
- Carlos Olalla como Gonzalo Alvarado.
- Ben Temple como Alan Hillgarth.
- David Venancio Muro como Inspector Palomares.
- Tessa Dóniga como Dora.
- Valeria Racu como Martina.

### Episódicos
- Jimmy Shaw como Peter Fox.
- Ana Milán como Berta Sterling.
- Enrique Arce como Andrés Cordero.
- Aurora Maestre como Doña Encarna.
- Nerea Barros como Beatriz Oliveira.
- Andreas Prittwitz como Bernhardt.
- Eleazar Ortiz como Ramón Serrano Suñer.
- María Alfonsa Rosso como Benita.
- Teresa Lozano como Sagrario.
- Empar Ferrer como Herminia.
- Álex Molero como Juanito.
- Xosé Manuel Olveira como Don Anselmo.
- Maggie Civantos como Maniate.
- Ana del Rey como Pepa.
- Aida Ballmann como TBA[4]

## Banda sonora
A continuación se muestran los temas de la banda sonora en una lista desplegable. La música original es obra de César Benito.
| Temas de la banda sonora de El tiempo entre costuras |                                           |          |  |
| N.º                                                  | Título                                    | Duración |  |
| 1.                                                   | «Tema de Sira»                            | 3:00     |  |
| 2.                                                   | «Madrid, 1922»                            | 5:28     |  |
| 3.                                                   | «Una máquina de escribir»                 | 0:55     |  |
| 4.                                                   | «Sus pupilas clavadas en las mías»        | 4:40     |  |
| 5.                                                   | «Mi madre y yo, dos extrañas»             | 3:17     |  |
| 6.                                                   | «En Marruecos»                            | 4:02     |  |
| 7.                                                   | «Al borde del abismo»                     | 4:03     |  |
| 8.                                                   | «Candelaria «La Matutera»»                | 1:46     |  |
| 9.                                                   | «Trapicheos y contrabando»                | 2:57     |  |
| 10.                                                  | «L’Atelier»                               | 1:48     |  |
| 11.                                                  | «Entre costuras»                          | 1:38     |  |
| 12.                                                  | «La distinguida y elegante Rosalinda Fox» | 2:49     |  |
| 13.                                                  | «El falso Delphos»                        | 1:20     |  |
| 14.                                                  | «La sombra del Tercer Reich»              | 2:32     |  |
| 15.                                                  | «Amor entre guerras»                      | 1:54     |  |
| 16.                                                  | «Tensión en el Protectorado español»      | 2:39     |  |
| 17.                                                  | «Agente Agoriuq»                          | 2:11     |  |
| 18.                                                  | «Conspiración británica»                  | 2:06     |  |
| 19.                                                  | «Nas ruas de Lisboa»                      | 2:49     |  |
| 20.                                                  | «Misión: Escapar»                         | 5:34     |  |
| 21.                                                  | «Modista, espía, amante y mujer»          | 2:02     |  |
| 22.                                                  | «La muerte en cada esquina»               | 1:29     |  |
| 23.                                                  | «Los ecos de la guerra»                   | 2:38     |  |
| 24.                                                  | «Lección de vida»                         | 4:01     |  |
| 25.                                                  | «Final abierto (Tema de Sira)»            | 2:14     |  |

## Acogida
La crítica ha valorado muy positivamente esta serie, obteniendo una calificación de 8,5 sobre 10 en IMDb y de 7,2 sobre 10 en el portal de cine FilmAffinity.

## Episodios y audiencias
| Temp. | Temp. | Capítulos | Estreno               | Final               | Audiencia media | Audiencia media | Audiencia media |
| Temp. | Temp. | Capítulos | Estreno               | Final               | Espectadores    | Cuota           |                 |
| ----- | ----- | --------- | --------------------- | ------------------- | --------------- | --------------- | --------------- |
|       | 1     | 11        | 21 de octubre de 2013 | 20 de enero de 2014 | 4 910 000       | 25,5%           |                 |

### Temporada 1 (2013-2014)
| N.º (serie) | N.º (temp.) | Título                                | Dirección                            | Guion                           | Fecha de emisión        | Audiencia         |
| ----------- | ----------- | ------------------------------------- | ------------------------------------ | ------------------------------- | ----------------------- | ----------------- |
| 1           | 1           | «Amor y otras verdades»               | Iñaki Mercero                        | Susana López y Carlos Montero   | 21 de octubre de 2013   | 5 018 000 (25,5%) |
| 2           | 2           | «El camino más difícil»               | Iñaki Mercero                        | Susana López y Carlos Montero   | 28 de octubre de 2013   | 5 103 000 (26,9%) |
| 3           | 3           | «La felicidad de unos cuantos»        | Iñaki Mercero                        | Susana López y Carlos Montero   | 4 de noviembre de 2013  | 5 093 000 (26,2%) |
| 4           | 4           | «Escrito en las estrellas»            | Iñaki Peñafiel                       | Susana López y Alberto Grondona | 11 de noviembre de 2013 | 4 803 000 (24,6%) |
| 5           | 5           | «El sol siempre vuelve a salir»       | Iñaki Peñafiel                       | Susana López y Alberto Grondona | 18 de noviembre de 2013 | 4 688 000 (24,7%) |
| 6           | 6           | «Espionaje»                           | Iñaki Peñafiel                       | Susana López y Alberto Grondona | 25 de noviembre de 2013 | 4 733 000 (25,4%) |
| 7           | 7           | «Un refugio en mitad de la tormenta»  | Norberto López Amado                 | Susana López y Alberto Grondona | 2 de diciembre de 2013  | 4 455 000 (23,3%) |
| 8           | 8           | «El resto de nuestros días»           | Norberto López Amado                 | Susana López y Alberto Grondona | 9 de diciembre de 2013  | 4 687 000 (24,3%) |
| 9           | 9           | «Los fantasmas del pasado»            | Iñaki Mercero                        | Susana López y Alberto Grondona | 16 de diciembre de 2013 | 4 877 000 (26,5%) |
| 10          | 10          | «Los cuentos que no saben qué contar» | Iñaki Mercero                        | Susana López y Alberto Grondona | 13 de enero de 2014     | 5 014 000 (25,2%) |
| 11          | 11          | «Regreso al ayer»                     | Norberto López Amado y Iñaki Mercero | Susana López y Alberto Grondona | 20 de enero de 2014     | 5 536 000 (27,8%) |

### Evolución de audiencias
| Temporada | Temporada | Episodio número | Episodio número | Episodio número | Episodio número | Episodio número | Episodio número | Episodio número | Episodio número | Episodio número | Episodio número | Episodio número |
| Temporada | Temporada | 1               | 2               | 3               | 4               | 5               | 6               | 7               | 8               | 9               | 10              | 11              |
| --------- | --------- | --------------- | --------------- | --------------- | --------------- | --------------- | --------------- | --------------- | --------------- | --------------- | --------------- | --------------- |
|           | 1         | 5.018           | 5.103           | 5.093           | 4.803           | 4.688           | 4.733           | 4.455           | 4.687           | 4.877           | 5.014           | 5.536           |

### Más de El tiempo entre costuras
| N.º (serie) | N.º (temp.) | Título          | Fecha de emisión        | Audiencia         |
| ----------- | ----------- | --------------- | ----------------------- | ----------------- |
| 1           | 1           | «Episodio I»    | 21 de octubre de 2013   | 2 085 000 (17,0%) |
| 2           | 1           | «Episodio II»   | 28 de octubre de 2013   | 1 526 000 (14,6%) |
| 3           | 1           | «Episodio III»  | 4 de noviembre de 2013  | 2 104 000 (18,6%) |
| 4           | 1           | «Episodio IV»   | 11 de noviembre de 2013 | 2 030 000 (17,8%) |
| 5           | 1           | «Episodio V»    | 18 de noviembre de 2013 | 1 703 000 (15,2%) |
| 6           | 1           | «Episodio VI»   | 25 de noviembre de 2013 | 1 838 000 (19,5%) |
| 7           | 1           | «Episodio VII»  | 2 de diciembre de 2013  | 1 517 000 (16,0%) |
| 8           | 1           | «Episodio VIII» | 9 de diciembre de 2013  | 1 905 000 (18,1%) |
| 9           | 1           | «Episodio IX»   | 16 de diciembre de 2013 | 1 989 000 (22,1%) |
| 10          | 1           | «Episodio X»    | 13 de enero de 2014     | 1 618 000 (14,4%) |

### Especiales
| N.º (serie) | N.º (temp.) | Título                              | Fecha de emisión    | Audiencia         |
| ----------- | ----------- | ----------------------------------- | ------------------- | ----------------- |
| 1           | 1           | «Especial El tiempo entre costuras» | 6 de enero de 2014  | 959 000 (13,2%)   |
| 2           | 1           | «Siete días entre costuras»         | 20 de enero de 2014 | 1 274 000 (18,4%) |

### Versión extendida (2015)
Versión extendida de la serie con secuencias inéditas que se estrenó el lunes 20 de julio de 2015 en el canal Atresmedia Nova (canal de televisión) aunque su emisión estuviera prevista en un primer momento para Antena 3
| N.º (serie) | N.º (temp.) | Título                                | Director(es)                         | Fecha de emisión         | Audiencia      |
| ----------- | ----------- | ------------------------------------- | ------------------------------------ | ------------------------ | -------------- |
| 1           | 1           | «Amor y otras verdades»               | Iñaki Mercero                        | 20 de julio de 2015      | 313 000 (2,2%) |
| 2           | 2           | «El camino más difícil»               | Iñaki Mercero                        | 27 de julio de 2015      | 333 000 (2,4%) |
| 3           | 3           | «La felicidad de unos cuantos»        | Iñaki Mercero                        | 3 de agosto de 2013      | 342 000 (2,7%) |
| 4           | 4           | «Escrito en las estrellas»            | Iñaki Peñafiel                       | 10 de agosto de 2015     | 260 000 (2,0%) |
| 5           | 5           | «El sol siempre vuelve a salir»       | Iñaki Peñafiel                       | 17 de agosto de 2015     | 207 000 (1,4%) |
| 6           | 6           | «Espionaje»                           | Iñaki Peñafiel                       | 24 de agosto de 2015     | 315 000 (2,4%) |
| 7           | 7           | «Un refugio en mitad de la tormenta»  | Norberto López Amado                 | 31 de agosto de 2015     | 264 000 (1,8%) |
| 8           | 8           | «El resto de nuestros días»           | Norberto López Amado                 | 7 de septiembre de 2015  | 178 000 (1,1%) |
| 9           | 9           | «Los fantasmas del pasado»            | Iñaki Mercero                        | 14 de septiembre de 2015 | 166 000 (1,4%) |
| 10          | 10          | «Los cuentos que no saben qué contar» | Iñaki Mercero                        | 14 de septiembre de 2015 | 243 000 (2,1%) |
| 11          | 11          | «Regreso al ayer»                     | Norberto López Amado & Iñaki Mercero | 21 de septiembre de 2015 | 194 000 (1,3%) |

## Premios y nominaciones
Fotogramas de Plata
| Año  | Categoría                  | Premiado       | Resultado |
| ---- | -------------------------- | -------------- | --------- |
| 2013 | Mejor actriz de televisión | Adriana Ugarte | Ganadora  |

Premios Ondas
| Año  | Categoría                                     | Premiado       | Resultado |
| ---- | --------------------------------------------- | -------------- | --------- |
| 2014 | Mejor intérprete femenina en ficción nacional | Adriana Ugarte | Ganadora  |

Premios Iris
| Año  | Categoría                                  | Premiado                                                           | Resultado |
| ---- | ------------------------------------------ | ------------------------------------------------------------------ | --------- |
| 2014 | Mejor ficción                              | Mejor ficción                                                      | Ganador   |
| 2014 | Mejor dirección                            |                                                                    | Ganador   |
| 2014 | Mejor actriz                               | Adriana Ugarte                                                     | Ganadora  |
| 2014 | Mejor actor                                | Peter Vives                                                        | Nominado  |
| 2014 | Mejor director de fotógrafía e iluminación | Juan Molina Temboury                                               | Ganador   |
| 2014 | Mejor director de arte y escenografía      | Luis Vallés y Bina Daigeler                                        | Ganador   |
| 2014 | Mejor producción                           | Gregorio Quintana, Emilio Pina, Ángeles Caballero y Reyes Baltanás | Ganador   |
| 2014 | Mejor música para televisión               | César Benito                                                       | Ganador   |

Premios de la Unión de Actores
| Año  | Categoría                               | Premiado       | Resultado |
| ---- | --------------------------------------- | -------------- | --------- |
| 2014 | Mejor actriz protagonista de televisión | Adriana Ugarte | Ganadora  |
| 2014 | Mejor actor de reparto de televisión    | Tristán Ulloa  | Ganador   |
| 2014 | Mejor actriz secundaria de televisión   | Elvira Mínguez | Ganadora  |
| 2014 | Mejor actor secundario de televisión    | Carlos Santos  | Ganador   |

Premios Produ
| Año  | Categoría   | Resultado |
| ---- | ----------- | --------- |
| 2018 | Mejor serie | Nominada  |

Premios Zapping
| Año  | Categoría    | Premiado       | Resultado |
| ---- | ------------ | -------------- | --------- |
| 2013 | Mejor actor  | Tristán Ulloa  | Ganador   |
| 2013 | Mejor actor  | Peter Vives    | Nominado  |
| 2013 | Mejor actriz | Adriana Ugarte | Nominada  |

Festival de Televisión y Radio de Vitoria
| Año  | Categoría            | Resultado |
| ---- | -------------------- | --------- |
| 2014 | Premio Mejor ficción | Ganadora  |